# سیاه‌پرهای کوهستانی
سیاه‌پرهای کوهستانی (نام علمی: Macroagelaius) سرده‌ای از پرندگان تیرهٔ سیاه‌پرگان (Icteridae) است. این سرده دارای دو گونه است.